# Iglesia de San Andrés (Soto de Bureba)
La iglesia parroquial de San Andrés es una iglesia románica situada en la localidad española de Soto de Bureba, perteneciente al municipio de Quintanaélez, en la provincia de Burgos (Castilla y León). Constituye uno de los exponentes más importantes del románico burgalés. Se trata de un edificio construido en sillería de arenisca y caliza, formado por dos naves. La principal es la más antigua, con ábside semicircular, presbiterio rectangular, y tramos cercanos al cuadrado, de los cuales el primero hace de crucero. El ábside se cubre con la bóveda de horno. El tramo de crucero presenta bóveda esquifada, ejemplo único del románico de esta región. Es de destacar la portada abocinada, de triple arquivolta levemente apuntada sobre columnas acodilladas e ingreso rebajado sobre pilastras.

José Luis García Grinda, en un opúsculo titulado "Experiencias propias sobre el patrimonio de tipología religiosa en la provincia de Burgos" dice lo siguiente:
El párroco ha vendido casi todos los bienes muebles, muebles, campanas, imágenes, etc., a diversos anticuarios, que han venido a verlo "in situ". Como fue sorprendido por los vecinos, les amenazó con echarles la culpa a ellos de que iban a desaparecer. Los vecinos avisaron a la guardia civil, que no apareció. Si apareció, sin embargo, acompañada del juez, alcalde y párroco, para dar fe, que se llevaban la imagen del patrón San Andrés a la Exposición de Arte Medieval celebrada en Burgos, no hace mucho tiempo. Como los vecinos prosiguieron en sus protestas, dio cuenta de la cantidad recibida, 100.000 ptas., y que lo había gastado en poner calefacción en la iglesia de otro pueblo, Quintanaelez.